# اریک نام
نام یون دو (هانگول: 남윤 도، متولد ۱۷ نوامبر ۱۹۸۸، که بیشتر با نام تولد او  'اریک نام' شناخته شده‌است، کره‌ای آمریکایی، سولیست زیر امضا B2M اینترنمنت در کنار لی هئو ،Hyori، اسپیکا، هئو یئونگ سنگ، و کیم کیو جونگ است.
او برای اولین بار در  تولد یک ستاره بزرگ ۲  در سال ۲۰۱۲ پس از اینکه در یکی از آهنگ‌های بازخوانی شده خود را در یوتیوب خواندکشف شد. او اولین آلبوم خود، "کلود۹"، در ۲۰۱۳ ژانویه ۲۳ منتشر کرد.

## زندگی‌نامه
اریک نام متولد و بزرگ شده در آتلانتا در ۱۷ نوامبر، ۱۹۸۸است. او از [مدرسه Lovett در سال ۲۰۰۷ فارغ‌التحصیل شد که در آن او به بازی فوتبال و بازی در ارکسترپرداخت.برای پروژه ارشد خود، او ثبت CD انفرادی خود را که بسیار محبوب است با بدن دانش آموزی ثبت کرد.او سپس به بوستون پرواز کرد که در آن او مطالعات بین‌المللی را در مقطع لیسانس در کالج بوستون مورد مطالعه قرار داد. او همچنین در پکن را برای یک سال مطالعه کرد. او می‌تواند کره‌ای، انگلیسی، اسپانیایی، چینی صحبت می‌کنند، و در حال حاضر در حال یادگیری زبان ژاپنی است. هنگامی که او خیلی جوان بوددر ایتالیا سفر کرد که در آن او به آواز خواندن برای جمعی در خیابانکلیسای پطرس در رم پرداخت.

### قبل از شروع
قبل از شروع به صنعت کی پاپ، اریک نام کاور آهنگ‌ها را می‌ساخت و آن‌ها را بر روی یوتیوب ارسال می‌کرد. آهنگ‌های بازخوانی شده عبارتند «لباس عروسی» از تائه یانگ و «من نیاز به یک دختردارم»، «پایان راه» توسط Boyz II Men و «کسی مانند شما» توسط ادل است. او همچنین یک بار در اس ام اینترنتمنت هنگامی که او در دبیرستان بود تست داد، اما او در منصرف شد. او رها کرد تا زمانیکه آپلود ویدئوهای یوتیوب را ادامه داد. یک بار، یک نمایندهجی وای پی پس از تماشای کاورآهنگ با او تماس گرفت و به او پیشنهاد داد به مکان جی وای پی در نیویورک بیاید. با این حال، او تصمیم گرفت به قبول نکند چرا که در آن زمان، او هنوز هم تصمیم داشت تا به مطالعات خود تمرکز کند.
در ۱۳ ژوئن سال ۲۰۱۱، او یک آهنگ کاور نوشته شده توسط 2NE1 را ارسال کرد، و به زودی توسط یک شرکت رادیو و تلویزیون کره‌ای، ام بی سیکشف شد. ام بی سی پس از تماشای ویدیوی او در یوتیوب، او را به کره به استودیوی فردی منتقل کرد.

### ۲۰۱۱–۱۲: تولد یک ستاره بزرگ ۲ و مدیریت B2M
اریک نام در قسمتهایی از یک برنامه جستجوی استعداد، «تولد یک ستاره بزرگ ۲" به عنوان یک مسابقه در ماه دسامبر ۲۰۱۱ حاضرشد، او در رقابت برای حدود ۸ ماه در آنجا ماند و تا بالا رفت ۵. <نام مرجع = ساخته شده "فیس بوک» /> در طول رقابت، گزارش شد که افسانه کره ایبیس بال، چان هو پارک، از اریک پشتیبانی کرد. پس از نمایش، او به ایالات متحده آمریکا پرواز کردو در ۲۱ آوریل 2012  Kollaboration بوستون ۲ "را اجرا کرد. Kollaboration is a "nationwide talent competition that empowers Asian-Americans through entertainment." او همچنین شروع به ساخت پوشش آهنگ دوباره از ترانه کیتی پری «بخشی از من» با مگان لی، مایک چوی و هنگ مایر کرد. و هم چنین پوشش ترانه «من نمی‌خواهم»، از جیسون امرازرا ساخت. after almost a year.

### ۲۰۱۳: اولین سولو آلبوم"کلود ۹
در ۱۴ ژانویه، B2M از طریق توییتر اشاره کرد اولین آلبوم اریک ناممنتشر می‌شود. آنها نوشتند: "ما در حال حاضر آزاد پوشش اولین آلبوم اریک نام" کلود۹ "که در تاریخ ۲۳ ژانویه انتشار خواهد یافت را می‌سازیم. ” دو روز پس از توییت، اریک در نهایت یک تیزر ویدئویی برای اولین مینی آلبوم خود رامنتشر ساخت. عنوان آهنگ‌های او تحت عنوان "Heaven's Door"، یک آهنگ با Sweetune است. در تاریخ ۲۳ ژانویه، موزیک ویدئو رسمی "Heaven's Door" را درکنار مینی آلبوم خود تحت عنوان "کلود۹" "منتشر کرد.

## کارهای دیگر
از آنجا که از سال ۲۰۱۳ اریک نام مجری برنامه افتر اسکول کلاب در شبکه آسیایی Arirang TV شد او در بسیاری از کشورهای جهان از جمله ایران به شهرت رسید. او همچنین نقاط مهمان برنامه ایت یور کیمچی با اجرای سیمون و مارتینا شد.

### آلبومها
| Year | Album Title | Details | Peak positions | Tracklisting |
| ---- | ----------- | --- | -------------- | --- |
| ۲۰۱۳ | کلود9       | - Released: ۲۳ ژانویه ۲۰۱۳ - Label: B2M Entertainment - Format: لوح فشرده، دانلود موسیقی - Language: زبان کره‌ای | 22             | Tracklisting 1. "Travel - Prologue" 2. "천국의 문 (Heaven’s Door)" 3. "지우고 살아 (Erase)" 4. "신기루 (Mirage)" 5. "LOVE SONG" |

### تک‌آهنگ
| ۲۰۱۳                                                                         | "천국의 문 (Heaven's Door)"             | 66 | 60 | Cloud 9          |
| ۲۰۱۴                                                                         | "우우 (Ooh Ooh)" (ft. Hoya of Infinite) | 48 | -  | Non-album single |
| "—" denotes releases that did not chart or were not released in that region. |                                         |    |    |                  |

### موزیک ویدیو
| Year | Song                                              | Album    | Notes                                                              | MV on یوتیوب      |
| ---- | ------------------------------------------------- | -------- | ------------------------------------------------------------------ | ----------------- |
| ۲۰۱۲ | "제주도의 푸른밤 (The Blue Night of Jeju Island)" | 남아스떼 |                                                                    | LOENENT           |
| ۲۰۱۳ | "천국의 문 (Heaven’s Door)"                       | Cloud 9  |                                                                    | LOENENT b2ment    |
| ۲۰۱۳ | "Heaven's Door English Version"                   | Cloud 9  |                                                                    | LOENENT           |
| ۲۰۱۳ | "오래전 안녕 (Good-bye in once upon a time)"      | TBA      |                                                                    | LOENENT           |
| ۲۰۱۴ | "우우 (Ooh Ooh) (feat. Hoya of INFINITE) "        | TBA      | Features Boa (SPICA), Kevin (یوکیس) and Brad Moore (Busker Busker) | CJENMMUSIC b2ment |

## برنامه تلویزیونی
| Year         | Title                                | Role    | Network                                         | Notes |
| ------------ | ------------------------------------ | ------- | ----------------------------------------------- | ----- |
| 2012         | Star Audition: Birth of A Great Star | Himself | Guest along with پارک شین-هه and Lee Seung-hwan |       |
| 2013–present | افتر اسکول کلاب                      | Himself | Permanent cast member (Episode 1 - present)     |       |
| ۲۰۱۴         | ما ازدواج کردیم                      | Himself | (Season ۲)                                      |       |

## جوایز
| Year | Award                          | Category                                          | Ref    |
| ---- | ------------------------------ | ------------------------------------------------- | ------ |
| 2013 | EYKA 2013 eatyourkimchi Awards | Rookie of 2013,with Brad Moore (of Busker Busker) | [ ۱۴ ] |